# Serrats (Aramunt)
Serrats és un petit serrat i una partida rural del terme municipal de Conca de Dalt, antigament del d'Aramunt, al Pallars Jussà.
Està situat al costat nord de les Eres d'Aramunt. És un serradet poc destacat en el seu territori, que es va fent més visible com més s'allunya del poble pel nord-est. S'estén entre el cementiri de la vila, al sud-oest, i Casa Vicent, al nord-est.
La partida de Serrats consta de poc més de 8 hectàrees (8,0421) de terres de conreu, pràcticament totes de secà; també hi ha, però, ametllers, oliveres, pastures i zones improductives.